# Coppa Fiera di Milano
La 1ª Coppa Fiera di Milano è stata una competizione automobilistica ad handicap disputata nel 1925 sull'autodromo di Monza.

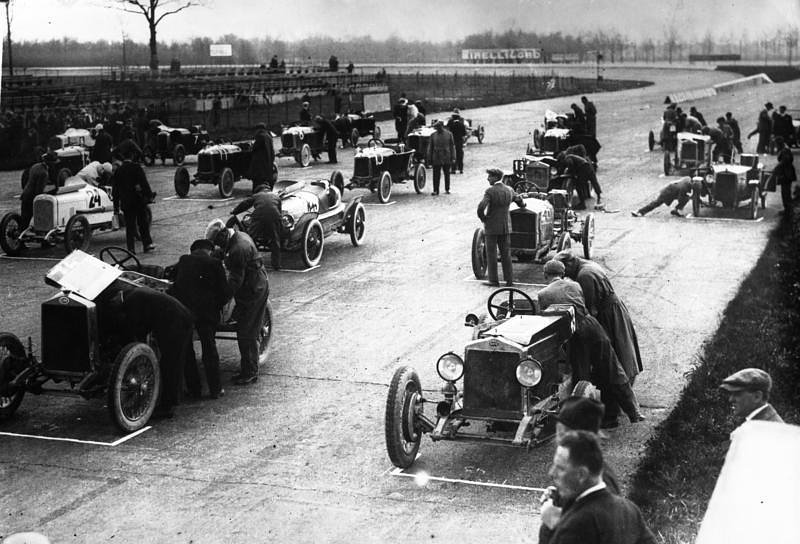
Schieramento di partenza per la "1ª Coppa Fiera di Milano". In primo piano due automobili Diatto

In occasione della Fiera Campionaria Internazionale di Milano, tenutasi dal 12 al 27 aprile 1925, che comprendeva anche il salone internazionale dell'automobile, venne organizzata una gara automobilistica di velocità-distanza sul circuito di Monza, che si svolse la domenica del 19 aprile.
Nello spirito della Fiera Campionaria milanese, la competizione era tesa a dimostrare il livello tecnologico raggiunto dalle vetture, più che le loro prestazioni velocistiche.
Il regolamento di gara, infatti, prevedeva la percorrenza del maggior numero possibile di chilometri nel tempo di un'ora, oltre alla maggior distanza percorsa dopo lo scadere dell'ora, fino all'esaurimento dei 18 litri di benzina concessi ad ogni concorrente.
La vittoria veniva assegnata alla vettura che avesse conseguito il più alto valore numerico, calcolato sommando le metà di entrambi i valori chilometrici.
La gara fu vinta da una Diatto 30 Sport, con motore 8 cilindri di 2000 cm³, condotta dal progettista Alfieri Maserati.